# Дели Хусрев-паша
Дели Хусрев-паша (тур. Deli Hüsrev Paşa, 1495 — 1544.) је био османски државних и војни заповедник српског порекла. Епитет „дели“, што у преводу са турског значи „луди“, добио је због свог брзог темперамента. Дели Хусрев-паша потицао је из херцеговачке породице Соколовић. Био је рођени брат Лале Мустафа-паше и рођак Мехмед-паше Соколовића.

## Биографија
Дели Хусрев-паша рођен је 1495. године у Босанском санџаку. Тачно место рођења није познато али верује се да је рођен у Подрињу. Према историјским записима његов рођени брат, Лала Мустафа-паша рођен је у Сокоцу надомак Рудог.
Године 1516. постављен је за санџакбега Коније. Током 1516. и 1517. године учествовао је у Османско-мамелучком рату који се завршио османским освајањем мамелучке државе и ширењем Османског царства на Афричком континенту. Након овог рата, учествовао је у поход на Египат.
Убрзо потом почела је побуна Кизилбаша и Хусрев-паша се прикључује гушењу Кизилбашког устанка 1520. године. Због својих добрих политичких и војних способности, наредне године проглашен је за беглербега Ејалета Дијарбакир након смрти дотадашњег беглербега Сакали Мехмед-паше. Његово управљање Дијарбакиром обележило је успешно гушење устанка локалног становништва из 1526. године, али и оптужбе за умешаност у фалсификовање новца и подмићивање, које никада нису доказане и процесиране.
Године 1532. Хусрев-паша, на личну иницијативу, долази у посету султана Сулејмана и доноси му дарове. Исте године, султан га води са собом у поход на Аустрију. По повратку у Истанбул, султан га именује за беглрбега Алепа. Две године касније на управљање добија Дамаска, а потом постаје и гувернер Египта 1535. године. Током његовог управљања Египтом, пашалук је почео економски да се развија, а пашино богатство да се увећава што је пробудило сумњу код неких државника који су га оптужили да самовољно повећавање пореза и друге незаконите активности.
Током 1536. именован је за трећег везира Отоманског царства а већ наредне за другог. Након протеривања Луфти-паше 1541. године очекивао је да ће доћи на његово место и постати први везир. Међутим, за ту позицију изабран је Хадим Сулејман-паша што је негативно изненадило Хусрев-пашу. Након што је Хадим преминуо, Хусрев се поново надао да ће напредовати на место главног везира. Толико је желео ту позицију да је на већању у дивану запретио трећем везиру Рустем-паши нацртавши му бодеж. Султана је то врло узнемирило и навело да на Хадимово место постави Рустем-пашу. Хусрев је био толико љут и разочаран што му по други пут пропада прилика те упада у депресију и данима одбија храну и воду. Убрзо након тога, Хусрев-паша оболева и умире.

## Породица
Остало је мало записа о породичном животу Дели Хусрев-паше. Верује се да је султан Сулејман Величанствени уговорио брак своје сестре сулатније Хатиџе и Хусрев-паше. Убрзо након треће удаје, сулатнија Хатиџе умире 1543. године.

## Заоставштина
Дели Хусрев-паша преминуо је 1544. године. Наредне године његово тело је премештено у гробницу коју је за њега изградио Коџа Мимар Синан Ага, један од најзначајнијих архитекти у Отоманском царству. Током свог политичког деловања, Хусрев-паша саградио је неколико џамија, школи и јавних зграда у Алепу, Дамаску и Египту у подручјима која су била под његовим управљањем.